# Ентоні Харріс
Ентоні Чарльз Гарріс (1790—1869) (англ. Anthony Charles Harris) — британський збирач старовин і коллекционер давньоєгипетських папірусів, археолог, підприємець та інтендант англійської армії в Олександрії, він провів 40 років свого життя в Єгипті. Багато подорожував Нілом і Верхнім Єгиптом, скуповуючи єгипетські старожитності. Бувши єгиптологом-любителем, він дуже непогано знався на давньоєгипетській мові та ієрогліфах, що відзначав відомий німецький єгиптолог Гайнріх Бруґш.
Його колекція налічувала:
- Великий папірус Гарріса (Папірус Гарріса I), який наводить список храмових пожертв та характеристику правління фараона XX династії Рамсеса III;
- Папірус Гарріса II;
- Папірус Гарріса 500, літературний папірус з двома казками та поезією (Пісня Арфіста);
- Папірус Гарріса 501, що містить магічні тексти та заклинання.

Помер у Єгипті в 1869.
Дочка Гарріса Селіма (англ. Selima Harris) після його смерті виставила колекцію на продаж, і англійський єгиптолог Семюел Бірш купив колекцію за 10 000 фунтів для Британського музею в 1872.
Ентоні Гарріс і його дочка Селіма поховані на Англійському Протестантському цвинтарі в районі нині зруйнованих Воріт Розетти в Олександрії.